# Wolny Sojusz Europejski
Wolny Sojusz Europejski (ang. European Free Alliance, fr. Alliance libre européenne, EFA) - europejska partia polityczna zrzeszająca ugrupowania polityczne „narodów bez państw”. Partie te żądają autonomii, albo pełnej niepodległości dla swoich narodów. W Parlamencie Europejskim partia wchodzi w skład Zieloni/WSE, ale jej członkowie przynależą także do innych grup. Ugrupowanie, ze względu na swoje postulaty, zwane jest również Europą Stu Flag.

## Ugrupowania członkowskie
- Austria:
  - Karyncka Lista Jedności (niem. Kärntner Einheitsliste, słoweń. Koroška enotna lista)
- Belgia
  - Nowy Sojusz Flamandzki (niderl. Nieuw-Vlaamse Alliantie)
- Bułgaria
  - Omo Ilinden Pirin
- Chorwacja
  - Lista za Rijeku
- Czechy
  - Morawianie (Moravané)
- Dania
  - Schleswigsche Partei
- Finlandia
  - Alandzka Przyszłość (Ålands Framtid)
- Francja
  - Mouvement Région Savoie
  - Unia Ludu Alzackiego (Union de Peuple Alsacien)
  - Demokratyczna Unia Bretanii (Union Democratique Breton)
  - Partia Narodu Korsykańskiego (kors. Partitu di a Nazione Corsa)
  - Partit Occitan (PÒc)
  - Unitat Catalana
- Grecja
  - Partia Tęczy Vinozhito (gr. Ευρωπαϊκή Ελεύθερη Συμμαχία)
- Hiszpania
  - Partia Aragońska (Partido Aragones)
  - Aralar
  - Eusko Alkartasuna
  - Republikańska Lewica Katalonii (kat. Esquerra Republicana de Catalunya)
  - Partit Socialista de Mallorca
  - Nacjonalistyczny Blok Galicji (gal. Bloque Nacionalista Galego)
  - Bloc Nacionalista Valencia
- Holandia
  - Narodowa Partia Fryzji (Fryske Nasjonale Partij)
- Niemcy
  - Partia Bawarska
  - Związek Wyborców Południowego Szlezwiku (Südschleswigscher Wählerverband)
  - Die Friesen
  - Łužiska Alianca
- Rumunia
  - Erdélyi Magyar Néppárt
- Słowacja
  - Magyar Kereszténydemokrata Szövetség
- Wielka Brytania
  - Szkocka Partia Narodowa
  - Plaid Cymru
  - Mebyon Kernow
  - Yorkshire First
- Włochy
  - Autonomie, Liberté, Participation, Écologie
  - Partido Sardo d'Azione
  - Unia na rzecz Tyrolu Południowego (niem. Union für Südtirol)
  - Liga Veneta Repubblica (LVR)
  - Slovenska Skupnost

### Obserwatorzy
- Dostluk Eşitlik Barış Partisi
- Rosyjski Związek Łotwy
- L'Altro Sud
- Pro Lombardia Indipendenza
- Nueva Canarias

### Członkowie stowarzyszeni
- Demokratyczna Partia Arcachu
- Liga Socjaldemokratów Wojwodiny